# La Follia (ensemble musical)
 (novembre 2008).
Si vous disposez d'ouvrages ou d'articles de référence ou si vous connaissez des sites web de qualité traitant du thème abordé ici, merci de compléter l'article en donnant les références utiles à sa vérifiabilité et en les liant à la section « Notes et références ».
L'ensemble instrumental La Follia a été créé en 1971 par un groupe de musiciens professionnels, regroupés autour du violoniste Miguel de la Fuente.
Sa formation polyvalente permet d'aborder un vaste répertoire de la musique sacrée aux créations contemporaines, interprétant également opéras, cantates et oratorios du répertoire, sous la direction de chefs réputés. Elle peut donc porter dignement ce redoutable nom de FOLLIA, emprunté aux plus belles pages de Corelli et qui, ne souffrant pas de tiédeur, appelle aux feux d'artifice.

## Répertoire
Composée de douze cordes, clavecin, percussions, et suivant les répertoires, hautbois, trompettes, cors ou flûtes, La Follia a un répertoire allant du XVIIe au XXIe siècle.

## Parcours et prix
L'ensemble s'est produit plus de deux mille fois en concert, a créé une trentaine d'œuvres et sa discographie a été couronnée par le Grand prix de l'Académie du disque lyrique et le Grand prix de la SACEM pour l'enregistrement du Stabat Mater de Boccherini.

## Membres
- Violons : Marie Sophie Vantourout, Elodie Haas, Myriam Thévenon, Jean Luc Bouveret, Hélène Sanglier, Mélanie Hoebeke
- Altos : Grégoire Vallette, Stéphane Cattez
- Violoncelles : Thérèse Meyer, Philippe Bussière
- Contrebasse : Bernard Vantourout
- Clavecin : Bruno Soucaille
- Hautbois : Yves Cautrès
- Trompette : Florent Sauvageot
- Percussions : Rolland Fournier